# 캐피틀 레코드
캐피틀 레코드(Capitol Records)는 EMI (현 유니버설 뮤직 그룹)가 소유하고 있는 미국의 음반사이다. 1942년 조니 머서(Johnny Mercer)가 설립하였다.
2012년 9월 28일 EMI가 유니버설 뮤직 그룹에 인수되어 유니버설 뮤직 그룹에 편입되었다.

## 캐피틀 레코드 빌딩
캐피틀 레코드의 본사는 캘리포니아주의 할리우드에 위치하며 가장 독특한 건물 중 하나이다. 총 13층으로 되어 있는 이 건물은 내진설계가 되어 있고 웰튼 베킷이 설계한 세계 최초의 원형 사무실 빌딩이다. 이 곳엔 녹음 스튜디오가 몇 군데 있으며 맨 꼭대기층에는 뾰족한 탑이 있는 것이 특징이다. 뾰족한 탑은 불이 계속 반짝이기도 한다. EAL은 캐피틀 레코드를 인수하자마자 건설회사에 의뢰해 1955년부터 짓기 시작하여 1956년 4월 완공됐다.
맨 밑 직사각형 모양의 1층 건물은 별도의 구조물이었지만 빌딩이 완공되자 타워에 합류됐다.

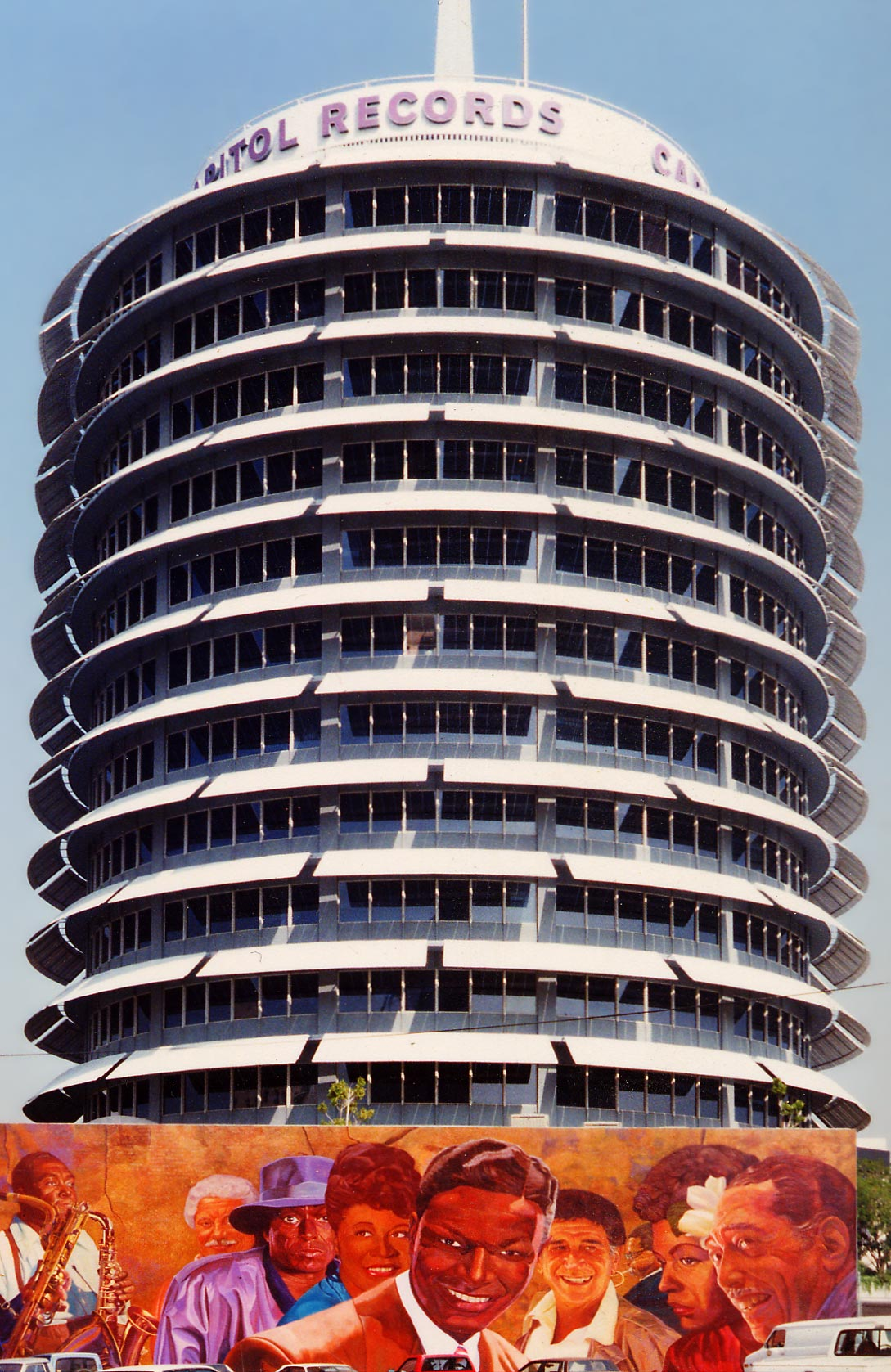
할리우드의 캐피틀 레코드 빌딩

## 캐피틀 레코드 소속 아티스트
캐피틀 레코드의 현재와 과거 아티스트 또한 관련 레이블의 아티스트 목록이다. (*)표시는 과거의 아티스트이다.
- 메가데스*
- 대니 케이*
- 바우 와우
- 스눕 독 (프라이어티/캐피틀)
- 주디 갈런드*
- 케이티 페리*
- 콜드플레이
- 릴리 앨런
- 비틀즈*
- 사카모토 규*
- 푸 파이터스*
- 옐로카드*
- 오케이 고
- 셰인 필런
- 비스티 보이즈*
- 스카이 페레이라
- 어벤지드 세븐폴드*
- 5 세컨즈 오브 서머
- NCT 127
- SuperM